# El Chapulín Colorado (personaje)
El Chapulín Colorado es el protagonista de la serie homónima. Este superhéroe es poco común, no cuenta con todas las cualidades de otros grandes superhéroes como Superman y Batman, sin embargo lograba superar sus defectos y sobreponerse a sus problemas, y en esto subyace la grandeza del ser humano.
El Chapulín con frecuencia y por equivocación atrapaba a las personas inocentes y dejaba ir a los criminales, causando situaciones graciosas. Sin embargo, al final, todo se aclaraba (típicamente por otros o por algún accidente debido a sus errores) y los malos finalmente eran llevados a la cárcel, obteniendo el Chapulín todo el crédito de su captura, aunque no todos los episodios tenían un final agradable, por factores de la trama.

## Poderes y habilidades especiales
La presentación clásica de los años 1970 lo anunciaba como: "Más ágil que una tortuga, más fuerte que un ratón, más noble que una lechuga, su escudo es un corazón. Es el Chapulín Colorado." Sin embargo, la frase era distinta en el programa Los Supergenios de la Mesa Cuadrada.
Desde la perspectiva de Roberto Gómez Bolaños, el Chapulín era una antítesis de los grandes cómics de súperheroes como Batman o Superman ya que según él estos: 

“No son héroes. Héroe es el Chapulín Colorado, y esto es serio. El heroísmo no consiste en carecer de miedo sino en superarlo. Aquellos no tienen miedo, Batman, Superman, son todos poderosos, no pueden tener miedo. El Chapulín Colorado se muere de miedo, es torpe, débil, tonto, etcétera, y consciente de esas deficiencias se enfrenta al problema, es un héroe, y pierde, otra característica de los héroes, y los héroes pierden muchas veces, después sus ideas triunfan”.

El Chapulín Colorado posee grandes superpoderes, teletransportarse (para aparecer cuando alguien lo necesite o también lo llegó a usar para combates cuerpo a cuerpo), respirar en el espacio sin necesidad de cascos u otras cosas, viajar en el tiempo (cuando lo necesitaban en el pasado o futuro), a veces hace "volar", salta grandes distancias (de ahí el nombre "Chapulín") y utilizaba varios instrumentos que le permiten realizar todas sus hazañas, tales como:

### Armas de defensa
- Chipote chillón: Es un utensilio parecido a un martillo, de color rojo, con el mango amarillo, que aparecía silbándole y que volaba, el cual dependiendo del estado de animo del chapulín era más fuerte o débil. Siempre está a la mano en el momento justo que lo necesita.
- Chicharra paralizadora: Es una corneta que le permite paralizar a algunas personas. Al sonar la chicharra una vez, los objetos se paralizan, y vuelven a su estado normal sonándola dos veces. El Chapulín solo fue afectado una vez, cuando se paralizó a sí mismo por accidente.
- Pastillas de chiquitolina: Son unas pastillas que le ayudan a reducirse de tamaño a una estatura aproximada de 20 cm. Al estar así, permite entrar a lugares insospechados y hasta pelear cara a cara con un ratón. El efecto de las pastillas de chiquitolina solo dura unos cuantos minutos. También se mostró que cualquier objeto inanimado también puede reducirse de tamaño siempre y cuando el Chapulín lo tenga en la mano. Un ejemplo es el chipote chillón, que se reduce su tamaño cuando el Chapulín lo tiene en su mano, para luego regresar a su tamaño normal cuando el chapulín también lo hace. Un ejemplo fue cuando el Tripaseca se tragó el chipote chillón y regresó a su tamaño normal mientras estaba en su estómago. El Chapulín Colorado no es el único en poder utilizarlas en su ventaja: se vio al Chavo del 8 usándolas al final del episodio "Todo queda en familia" de 1976 y sus posteriores remakes en 1983 y 1988, pero él es prácticamente la única persona, aparte del propio Chapulín, en verse usándolas.
- Antenitas de vinil: Están colocadas en su cabeza, estas vibraban cuando un enemigo estaba cerca, actuando como el sentido arácnido de Spider-Man; además de poder hacerlo más ágil, tal como se vio en el episodio del "Pistolero Veloz" y la segunda parte del capítulo "Los Piratas del Caribe" de 1982, y servir como radio de dos bandas. El hecho de detectar al enemigo era siempre inútil ya que para emboscarlo siempre se ponía en el lugar incorrecto de la puerta y era sorprendido por el portazo. Otra característica que presentan, es que detectan cualquier idioma del universo y como se vio en el episodio "Todos caben en un cuartito sabiéndolos acomodar" también pueden detectar cualquier llamada de auxilio. Y a veces le sirven para el llamado de ayuda de alguien. De alguna forma, las Antenitas de Vinil están conectadas a los sentimientos del Chapulín Colorado, haciendo que en varios capítulos él haga muecas de dolor debido a que alguien sostiene fuerte estas antenitas.

### Habilidades
- Modificar la hora: En varios refritos donde el enemigo es Drácula (a veces no es más que una persona que se cree él), al final del episodio, al Chapulín Colorado se le ocurre derrotarlo con la luz del día, pero otro personaje dice que están en alguna hora de la madrugada. Entonces, el Chapulín dice que no es problema y se dirige a donde hay un reloj para adelantarla.

- Tope de chivo reparador: En las distintas versiones del episodio del karateca, el Chapulín Colorado se pone en posición horizontal y vuela y le pega un cabezazo al karateca, derrotándolo.

- Frecuencia radial: Con sus antenitas de vinil, el Chapulín Colorado puede transmitir en cualquier frecuencia, AM o FM. Esto lo dice en el capítulo en que los astronautas están en el planeta Venus, donde las chicas cavernícolas (Florinda Meza y María Antonieta de las Nieves) dicen todo en venusino (todo con la vocal U).

- Plurilingüe: Puede entender y hablar cualquier idioma del universo excepto el de los críticos de cine como fue dicho en el episodio "Sansón se quedó pelón" y también en "Los bebés ya no vienen de París, ¡vienen de Júpiter!" Esta habilidad vendría de las Antenitas de Vinil.

- Camuflaje: Puede pasar desapercibido con solo ponerse un pequeño bigote, a pesar de llevar encima su traje.

- Teletransportación: Es la forma que utiliza para movilizarse de un lugar a otro, en especial cuando lo invocan con la frase: "Y ahora quién podrá ayudarme/defenderme?" En uno de los episodios, el Chapulín Colorado, derrota al antagonista de este usando la teletransportación, que le permite aparecer detrás del enemigo, propinando golpe tras golpe hasta derrotarlo. En otro episodio usa este poder para desaparecer de la casa embrujada realizando un movimiento de "cierre de cremallera".

- Llave de la yegua voladora: Consistía en tomarse del cuello y dar una marometa al enemigo, curiosamente siempre se la aplicaba el mismo.

## Vestuario
Su indumentaria es un uniforme rojo desde su cabeza hasta los pies, chaqueta roja al estilo frac, en la cabeza lleva dos "Antenitas de Vinil", lleva un pantalón corto de color amarillo y tiene un escudo en el pecho en forma de corazón con sus iniciales "CH". Lleva zapatillas amarillas con cordones rojos.